# 우발적 살인
우발적 살인 또는 의도적 고살(voluntary manslaughter)은 사람을 욱하는 마음에 사전계획없이 살해하는 일이다. 영미법에서는 고살죄로 처벌된다.
우발적 살인은 합리적인 사람이 자신의 감정을 합리적으로 제어할 수 없을 정도로 감정적 또는 정신적으로 혼란을 야기할 수 있는 상황에서 범죄자가 열정의 열기 동안 행동한 인간을 살해하는 것이다. 우발적 살인은 두 가지 주요 살인 유형 중 하나이며 다른 하나는 비의도적 살인이다.

## 같이 보기
- 모살
- 고살